# Quinta de pizza

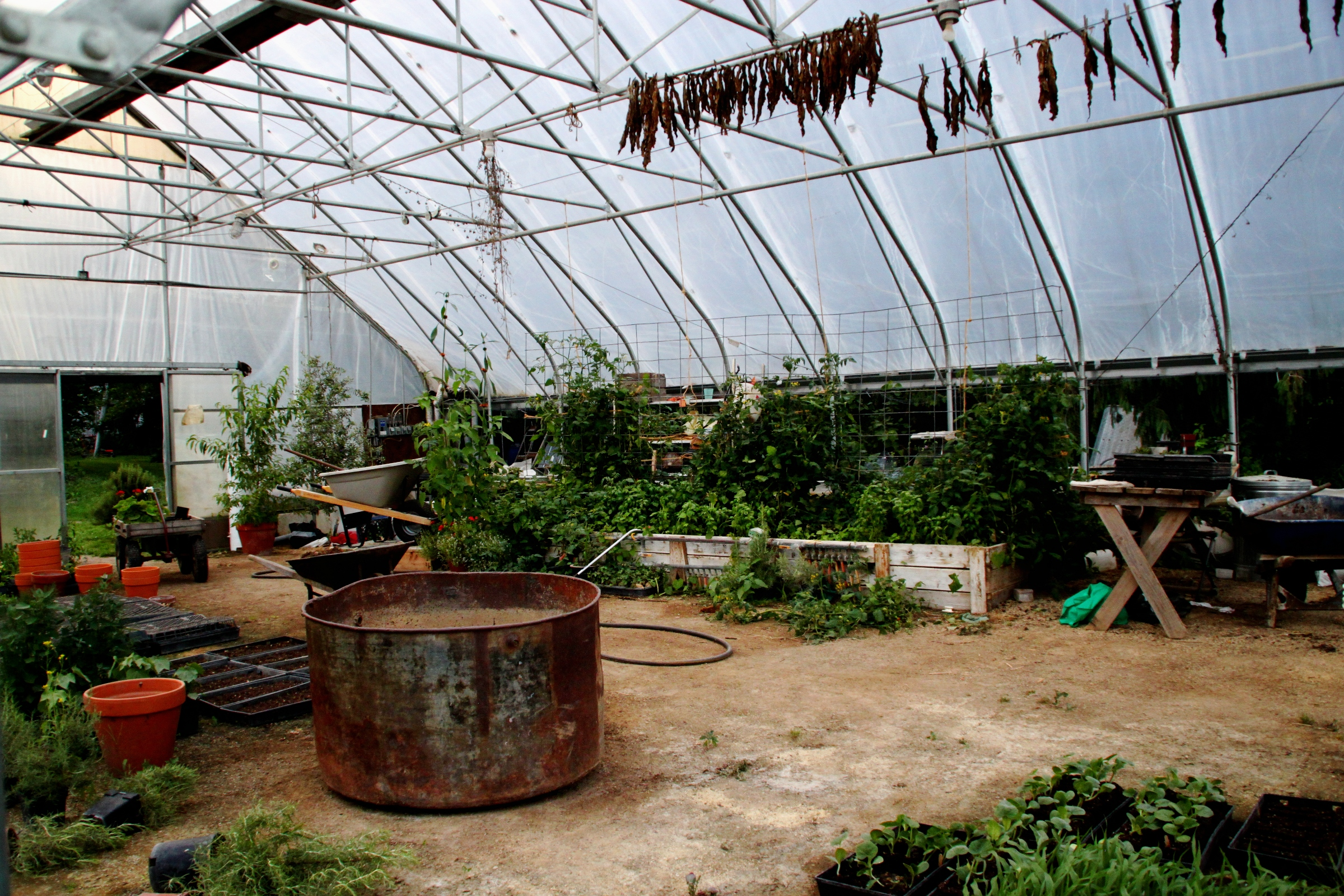
Interior de uma estufa numa quinta de pizza que vende pizza

Uma quinta de pizza pode ser um estabelecimento de serviços alimentares baseado numa quinta que vende pizza ou uma quinta de demonstração que educa visitantes sobre agricultura plantando ingredientes de pizza, por vezes num pedaço circular de terra dividido em lotes em forma de fatias de pizza.

## Quintas de demonstração
Algumas quintas de pizza são quintas de demonstração que educam visitantes sobre agricultura plantando ingredientes de pizza, por vezes num pedaço circular de terra dividido em lotes em forma de fatias de pizza. A quinta normalmente tem ingredientes usados numa pizza, como trigo para a crosta, tomates e ervas para o molho, carne de porco para pepperoni, vacas para o queijo, e até árvores para madeira para o forno. Certas quintas podem até ter acesso a carvão ou depósitos de gás natural que podem ser usados como combustíveis adicionais para o forno.

### Exemplos de quintas de demonstração
- Agricultura na Sala de Aula Canadá tem quintas de pizza anuais cultivadas por alunos.[2] Existem outras quintas de comida no programa, incluindo uma quinta de "hambúrgueres e batatas fritas".[3]
- A Quinta de Pizza no Rancho Cobb (Fresno, Califórnia)[4]
- Quinta de Pizza "R" (Dow, Illinois)[5][6]

## Quinta de pizza culinárias
Algumas quintas de pizza são primariamente estabelecimentos de serviços alimentares baseados em quintas que vendem pizza. Quintas de pizza tornaram-se populares em Minnesota, Wisconsin, e Iowa. As quintas muitas vezes plantam muitos dos seus ingredientes, como as quintas de demonstração.

### Exemplos de quintas de pizza culinárias
- Produtos e Padaria A a Z (Stockholm, Wisconsin)[9]
- Quinta Amber Waves (Amagansett, Nova Iorque)[9]
- Quinta Luna Valley (Decorah, Iowa)[9]
- Quinta de Pizza Pleasant Grove (Waseca, Minnesota)[9]
- Quinta Familiar Hawkins (North Manchester, Indiana)[9]
- Old Germantown (Germantown, Wisconsin)[10][11]